# Lobsann
Lobsann est une commune française située dans la circonscription administrative du Bas-Rhin et, depuis le 1er janvier 2021, dans le territoire de la Collectivité européenne d'Alsace, en région Grand Est.
Cette commune se trouve dans la région historique et culturelle d'Alsace.

## Géographie

### Localisation
Lobsann est située dans le canton de Soultz-sous-Forêts, dans le  parc naturel régional des Vosges du Nord.
La commune est à 2,2 km de Lampertsloch, 3,6 de Merkwiller-Pechelbronn et 4,4 de Soultz-sous-Forêts.
Les communes limitrophes sont Kutzenhausen, Lampertsloch, Soultz-sous-Forêts et Merkwiller-Pechelbronn.

### Géologie et relief
La commune se compose de 40,53 hectares de territoires artificialisés (5,73 %), 484,85 hectares de territoires agricoles (68,58 %) et 181,78 hectares de forêts et milieux semi-naturels (25,71 %).
Espaces naturels :
- Trois espaces protégés hors Natura 2000 Vosges du Nord :

Réserve de Biosphère, zone tampon,
Réserve de Biosphère, zone de transition,
Parc naturel régional.
- Une zone naturelle d'intérêt écologique, faunistique et floristique (Znieff) :

Ruisseau du Ritsenbaechel à Lobsann.
Cette commune est connue depuis les années 1780 pour sa mine de charbon active au XIXe siècle, puis pour sa mine d'asphalte qui produisit jusqu'en 1954, des revêtements de rue réalisés dans ce matériau utilisés jusqu'à Paris. Cette mine se trouve dans le champ pétrolifère de Péchelbronn dont la raffinerie était voisine de quelques kilomètres.
Le village est construit sur les rives du Marienbächel, proche d'une zone de prairies humides (Auen) qui lui donna son premier toponyme : Lausau. Sa localisation sur le champ de faille au contact du horst du Hochwald et de la plaine d'effondrement du fossé rhénan permet la découverte de pierres intéressantes qui mêlent des calcaires et des intrusions de silice d'origine plus ancienne.
L'économie pastorale a pu autrefois s'épanouir et favoriser le pacage des troupeaux, en particulier sur les parties élevées de la commune.
Formations géologiques du territoire communal présentes à l'affleurement ou en subsurface

### Hydrographie et les eaux souterraines
Hydrogéologie et climatologie : Système d’information pour la gestion des eaux souterraines du bassin Rhin-Meuse :
Territoire communal : Occupation du sol (Corinne Land Cover); Cours d'eau (BD Carthage),
Géologie : Carte géologique; Coupes géologiques et techniques,
 Hydrogéologie : Masses d'eau souterraine; BD Lisa; Cartes piézométriques.
La commune est dans le bassin versant du Rhin au sein du bassin Rhin-Meuse. Elle est drainée par le ruisseau le Froeschwillerbach et le ruisseau le Marienbaechel,,.

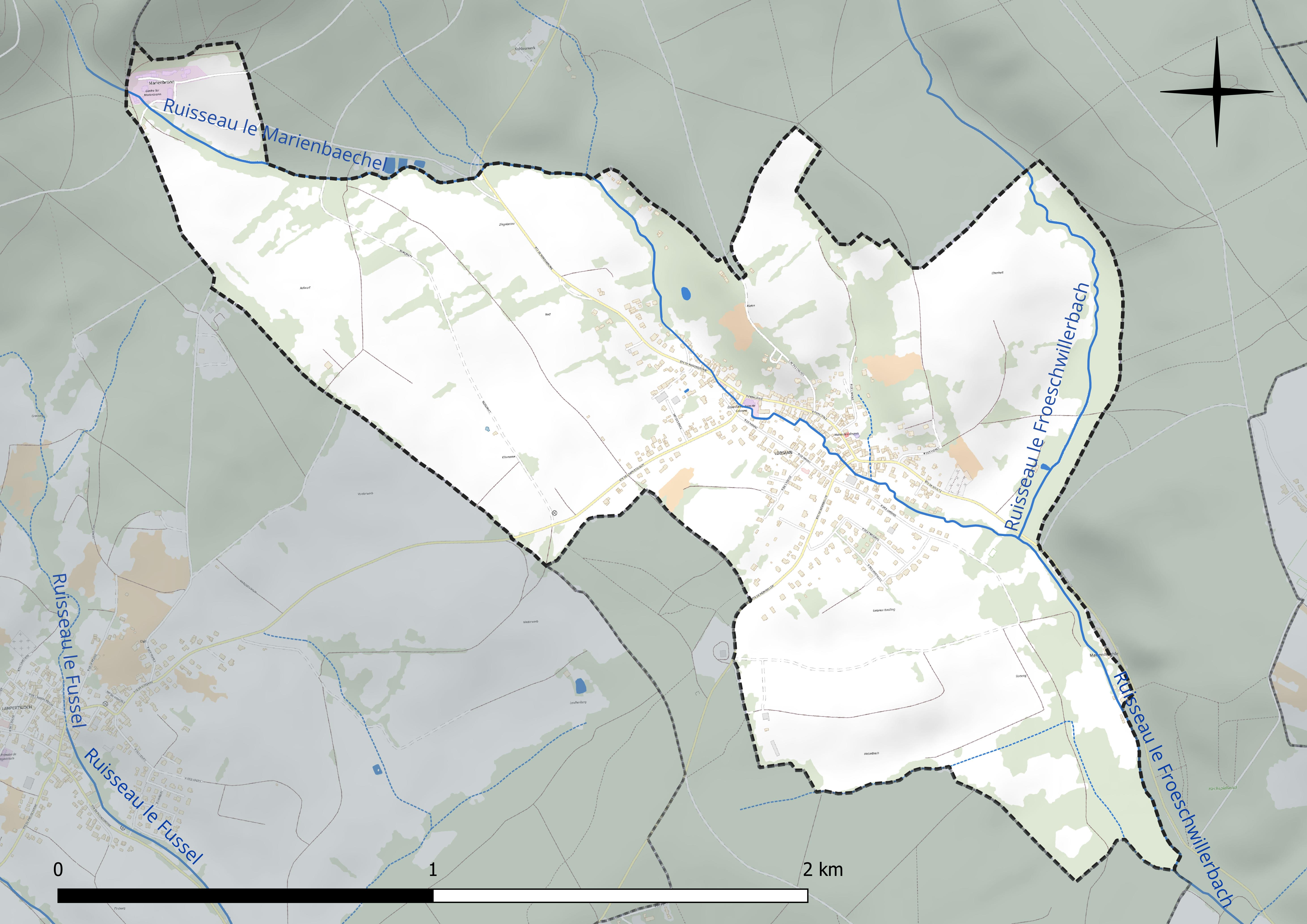
Réseau hydrographique de Lobsann.

### Climat
Pour des articles plus généraux, voir Climat du Grand Est et Climat du Bas-Rhin.
En 2010, le climat de la commune est de type climat des marges montargnardes, selon une étude du Centre national de la recherche scientifique s'appuyant sur une série de données couvrant la période 1971-2000. En 2020, Météo-France publie une typologie des climats de la France métropolitaine dans laquelle la commune est exposée à un climat semi-continental et est dans une zone de transition entre les régions climatiques « Vosges » et « Alsace ».
Pour la période 1971-2000, la température annuelle moyenne est de 10,4 °C, avec une amplitude thermique annuelle de 17,8 °C. Le cumul annuel moyen de précipitations est de 842 mm, avec 10,9 jours de précipitations en janvier et 10,4 jours en juillet. Pour la période 1991-2020, la température moyenne annuelle observée sur la station météorologique de Météo-France la plus proche, « Preuschdorf », sur la commune de Preuschdorf à 4 km à vol d'oiseau, est de 11,3 °C et le cumul annuel moyen de précipitations est de 834,2 mm. 
La température maximale relevée sur cette station est de 39,8 °C, atteinte le 4 juillet 2015 ; la température minimale est de −19,9 °C, atteinte le 8 janvier 1985,,.
Les paramètres climatiques de la commune ont été estimés pour le milieu du siècle (2041-2070) selon différents scénarios d'émission de gaz à effet de serre à partir des nouvelles projections climatiques de référence DRIAS-2020. Ils sont consultables sur un site dédié publié par Météo-France en novembre 2022.

## Urbanisme

### Typologie
Au 1er janvier 2024, Lobsann est catégorisée commune rurale à habitat dispersé, selon la nouvelle grille communale de densité à sept niveaux définie par l'Insee en 2022.
Elle est située hors unité urbaine et hors attraction des villes,.

### Occupation des sols
L'occupation des sols de la commune, telle qu'elle ressort de la base de données européenne d’occupation biophysique des sols Corine Land Cover (CLC), est marquée par l'importance des territoires agricoles (69,3 % en 2018), en diminution par rapport à 1990 (70,2 %). La répartition détaillée en 2018 est la suivante : 
terres arables (49,7 %), zones agricoles hétérogènes (19,6 %), zones urbanisées (18,1 %), forêts (12,5 %). L'évolution de l’occupation des sols de la commune et de ses infrastructures peut être observée sur les différentes représentations cartographiques du territoire : la carte de Cassini (XVIIIe siècle), la carte d'état-major (1820-1866) et les cartes ou photos aériennes de l'IGN pour la période actuelle (1950 à aujourd'hui).

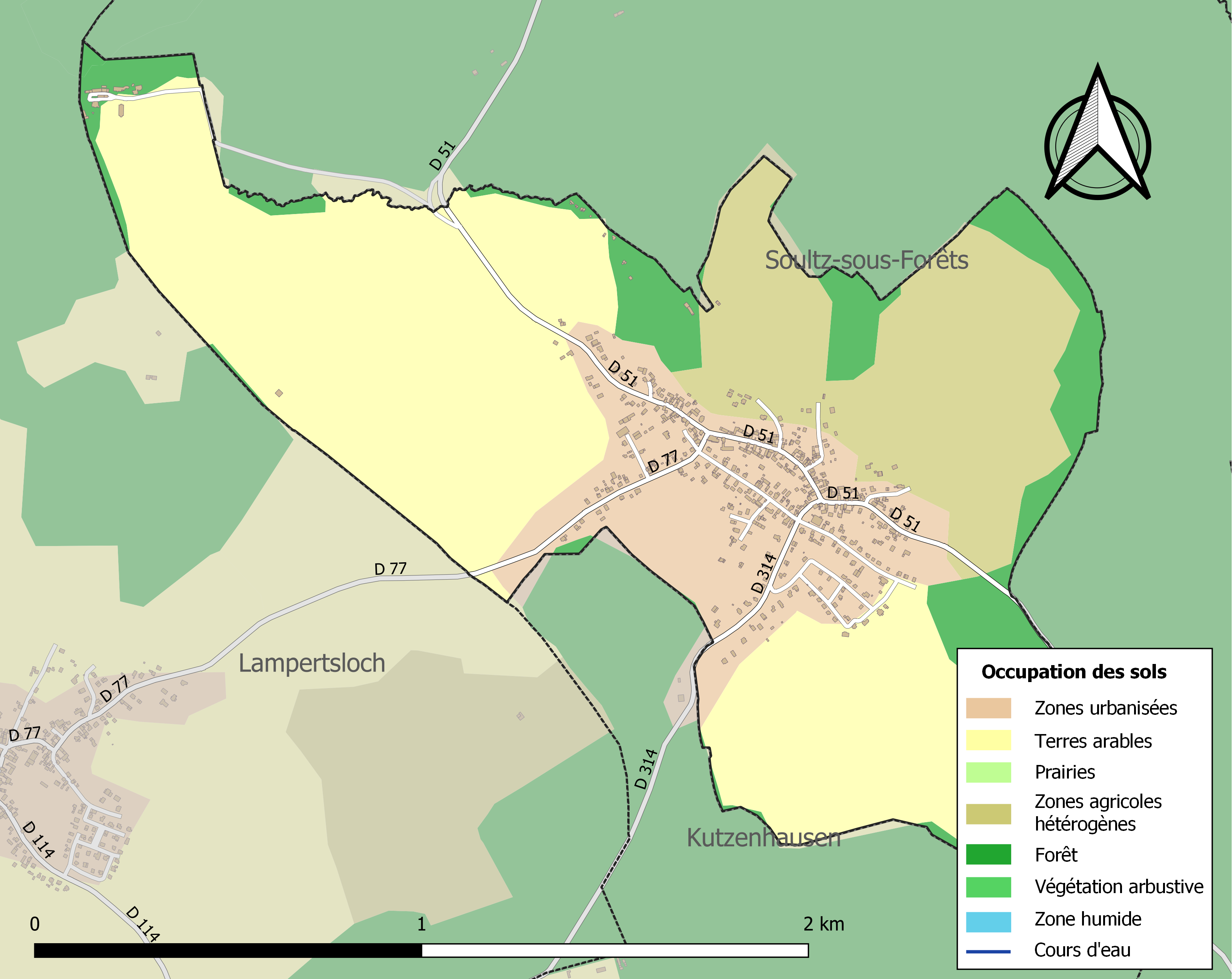
Carte des infrastructures et de l'occupation des sols de la commune en 2018 (CLC).

### Voies de communications et transports

#### Voies routières
- D 314 vers Merkwiller-Pechelbronn[25].
- D 114 vers Lampertslock.
- D 51 vers Soultz-sous-Forêts.

#### Transports en commun

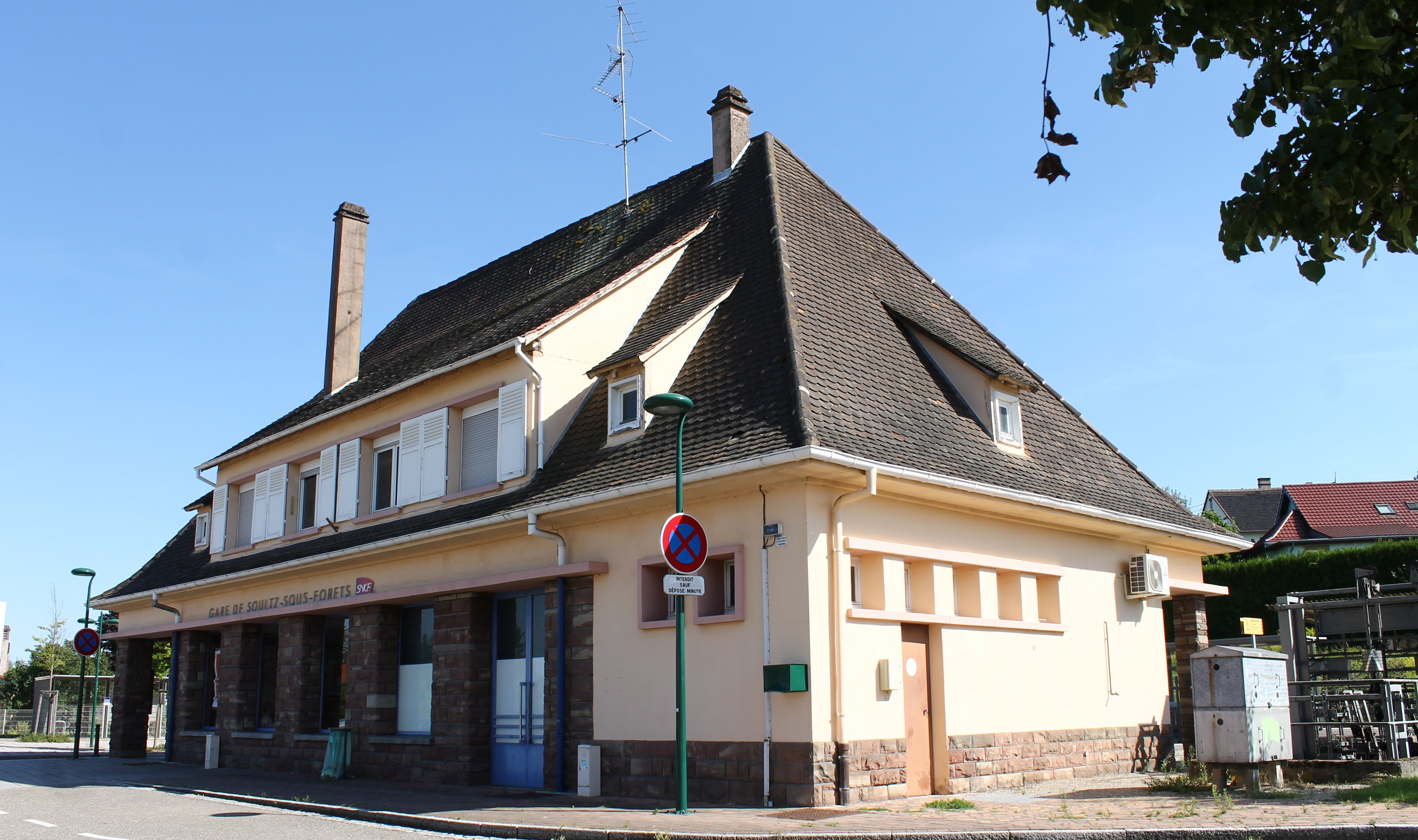
Gare de Soultz-sous-Forêts.

- Transports en Alsace.
- Fluo Grand Est.

##### SNCF
- Gare de Soultz-sous-Forêts,
- Gare de Hoelschloch,
- Gare de Hoffen,
- Gare de Hunspach,
- Gare de Riedseltz.

### Risques naturels et technologiques
Commune située dans une zone de sismicité modérée.

## Toponymie
Au XVIIIe siècle, le village de Lobsann s'appelait : Lobsen. 

## Histoire
L'histoire de Lobsann puise ses sources dans quelques documents dont des cartes de Basse-Alsace, fort peu utilisées naguère ce qui aurait pu éviter des hypothèses qui, pour poétiques qu'elles soient, ne reposaient pas sur des documents fiables. Ce territoire rural fut défriché vraisemblablement lors de la grande poussée démographique du XIIIe siècle qui entraîna le défrichement et l'essartage de zones forestières traversées par des chemins de communication. Les Fleckenstein, seigneurs de Lembach et de Soultz trouvèrent à propos d'établir des serfs comme bergers dans cette zone inculte et humide qui aborde les hauteurs du Hochwald.
Une communauté de bergers, placée sous la protection de saint Wendelin, se développa dans une économie rurale traditionnelle. Lobsann ou encore Lausau, ne fut jamais érigée en paroisse et fut selon le temps et les décisions des administrateurs  annexe de Soultz ou de Kutzenhausen ou les deux, la dîme étant perçue selon le lieu par l'une ou l'autre grange dîmière, mais personne n'en était exempté.
Le premier forage pétrolier au monde effectué en 1813  se trouve en direction de Merkwiller-Pechelbronn (ancien site pétrolier français) sur le ban communal de Kutzenhausen.

## Politique et administration

### Découpage territorial

#### Commune et intercommunalités
Commune membre de la communauté de communes Sauer-Pechelbronn.

### Élections municipales et communautaires

#### Liste des maires
| Période                                  | Période  | Identité                 | Étiquette | Qualité                                                         |
| ---------------------------------------- | -------- | ------------------------ | --------- | --------------------------------------------------------------- |
| Les données manquantes sont à compléter. |          |                          |           |                                                                 |
|                                          |          | Michel Bruder            |           |                                                                 |
|                                          |          | Eckert Albert            |           |                                                                 |
|                                          | 1793     | Georges Henri Jacob      |           | ,                                                               |
| ?                                        | ?        | Gérard Mercier           | PS        |                                                                 |
| mars 2001                                | mai 2020 | Alfred Kreiss            |           |                                                                 |
| mai 2020                                 | En cours | Elisabeth Weinling-Hamel |           | Profession intermédiaire administrative de la fonction publique |

### Budget et fiscalité 2023

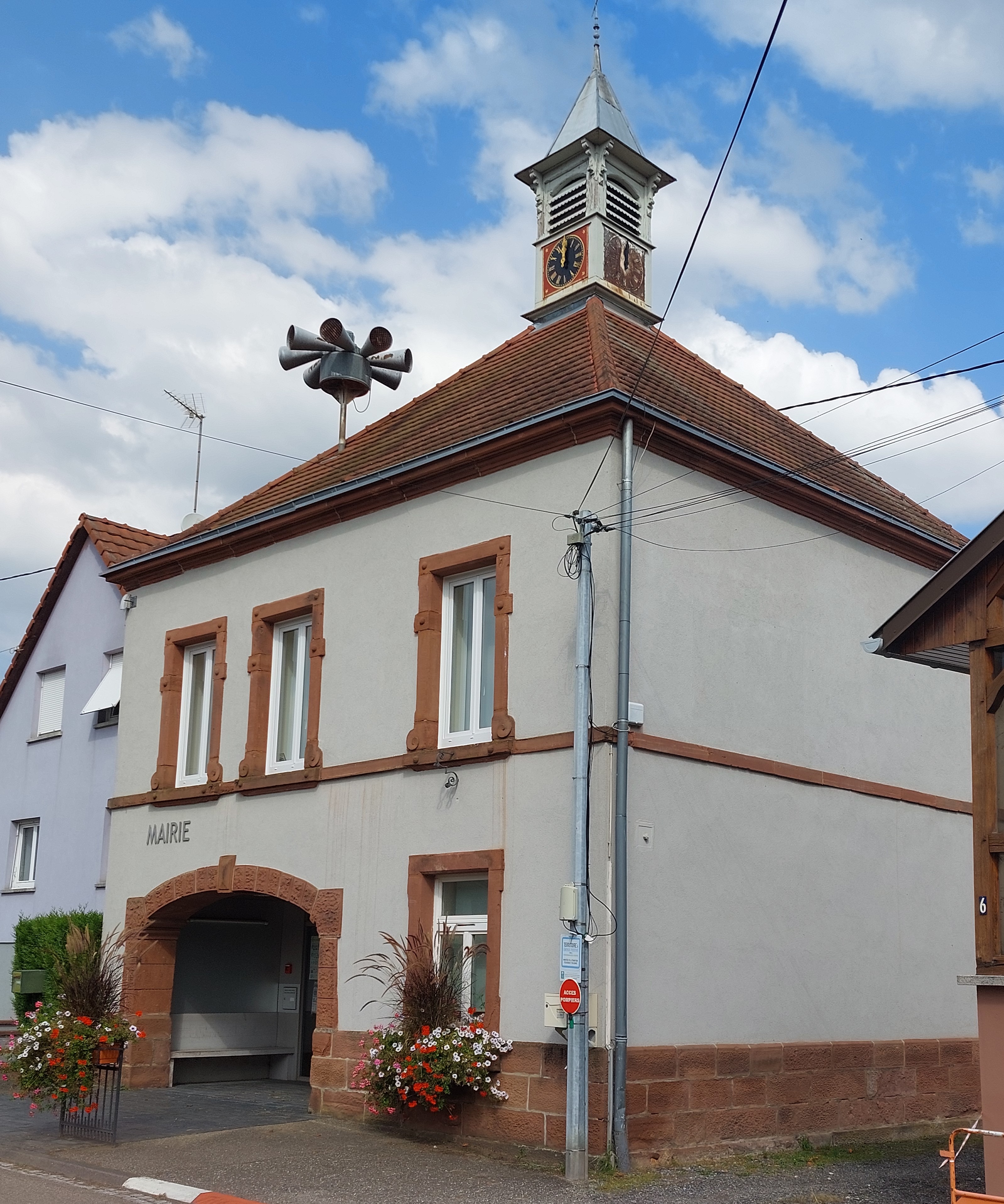
Mairie de Lobsann.

En 2023, le budget de la commune était constitué ainsi :
- total des produits de fonctionnement : 417 000 €, soit 631 € par habitant ;
- total des charges de fonctionnement : 316 000 €, soit 479 € par habitant ;
- total des ressources d'investissement : 60 000 €, soit 92 € par habitant ;
- total des emplois d'investissement : 57 000 €, soit 86 € par habitant ;
- endettement : 240 000 €, soit 364 € par habitant.

Avec les taux de fiscalité suivants :
- taxe d'habitation : 13,72 % ;
- taxe foncière sur les propriétés bâties : 24,31 % ;
- taxe foncière sur les propriétés non bâties : 57,05 % ;
- taxe additionnelle à la taxe foncière sur les propriétés non bâties : 0 % ;
- cotisation foncière des entreprises : 0 %.

Chiffres clés Revenus et pauvreté des ménages en 2021 : médiane en 2021 du revenu disponible, par unité de consommation : 26 660 €.

### Jumelage
- Schwegenheim (Allemagne) depuis 1978[37].

## Équipements et services publics

### Enseignement
Établissements d'enseignements :
- École maternelle et primaire[39],
- Collèges à Soultz-sous-Forêts, Wœrth, Walbourg, Wissembourg, Reichshoffen,
- Lycées à Walbourg, Wissembourg, Haguenau.

### Santé
Professionnels et établissements de santé :
- Médecins à Merkwiller-Pechelbronn, Soultz-sous-Forêts, Lembach, Lampertsloch,
- Pharmacies à Merkwiller-Pechelbronn, Soultz-sous-Forêts, Lembach,
- Hôpitaux à Lobsann, Goersdorf, Wissembourg, Niederbronn-les-Bains.

## Population et société

### Démographie

#### Évolution démographique
L'évolution du nombre d'habitants est connue à travers les recensements de la population effectués dans la commune depuis 1793. Pour les communes de moins de 10 000 habitants, une enquête de recensement portant sur toute la population est réalisée tous les cinq ans, les populations de référence des années intermédiaires étant quant à elles estimées par interpolation ou extrapolation. Pour la commune, le premier recensement exhaustif entrant dans le cadre du nouveau dispositif a été réalisé en 2006.

En 2022, la commune comptait 660 habitants, en évolution de +3,45 % par rapport à 2016 (Bas-Rhin : +3,17 %, France hors Mayotte : +2,11 %).
| 1793 | 1800 | 1806 | 1821 | 1831 | 1836 | 1841 | 1846 | 1851 |
| ---- | ---- | ---- | ---- | ---- | ---- | ---- | ---- | ---- |
| 314  | 355  | 445  | 608  | 674  | 633  | 657  | 641  | 620  |

| 1856 | 1861 | 1866 | 1871 | 1875 | 1880 | 1885 | 1890 | 1895 |
| ---- | ---- | ---- | ---- | ---- | ---- | ---- | ---- | ---- |
| 524  | 491  | 487  | 421  | 399  | 429  | 354  | 333  | 347  |

| 1900 | 1905 | 1910 | 1921 | 1926 | 1931 | 1936 | 1946 | 1954 |
| ---- | ---- | ---- | ---- | ---- | ---- | ---- | ---- | ---- |
| 368  | 387  | 448  | 467  | 486  | 480  | 486  | 462  | 474  |

| 1962 | 1968 | 1975 | 1982 | 1990 | 1999 | 2006 | 2011 | 2016 |
| ---- | ---- | ---- | ---- | ---- | ---- | ---- | ---- | ---- |
| 505  | 538  | 510  | 491  | 579  | 496  | 586  | 612  | 638  |

| 2021 | 2022 | - | - | - | - | - | - | - |
| ---- | ---- | - | - | - | - | - | - | - |
| 656  | 660  | - | - | - | - | - | - | - |

### Cultes
L'église-école fut édifiée en 1836 par la commune au bénéfice de la communauté protestante qui partageait l'église simultanée avec les catholiques, mais qui ne bénéficiant pas de l'usage du cimetière, devait enterrer ses morts à Soultz-sous-Forêts. On ne sait où se trouvait l'école pour les enfants protestants. La photo appelée improprement « maison alsacienne » est celle de ce monument.
- Culte catholique, communauté de paroisses catholiques de Soultz-sous-Forêts[45], diocèse de Strasbourg.
- Culte protestant[46], communauté protestante du Soultzerland[47].

## Économie

### Entreprises et commerces

#### Agriculture
- Culture de céréales, de légumineuses et de graines oléagineuses,
- Culture et élevage associés,
- Ancien moulin à farine Obermuhl, actuellement maison[48].

#### Tourisme
- Hébergements et restauration à Drachenbronn-Birlenbach, Merkwiller-Pechelbronn, Kutzenhausen,
- Restaurant, 20 rue Principale[49].

#### Commerces
- Commerces et services de proximité[50].
- Fabrication de bière[51],
- Production de boissons alcooliques distillées[52],
- Fabrication d'articles céramiques à usage domestique ou ornemental.

## Culture locale et patrimoine

### Lieux et monuments

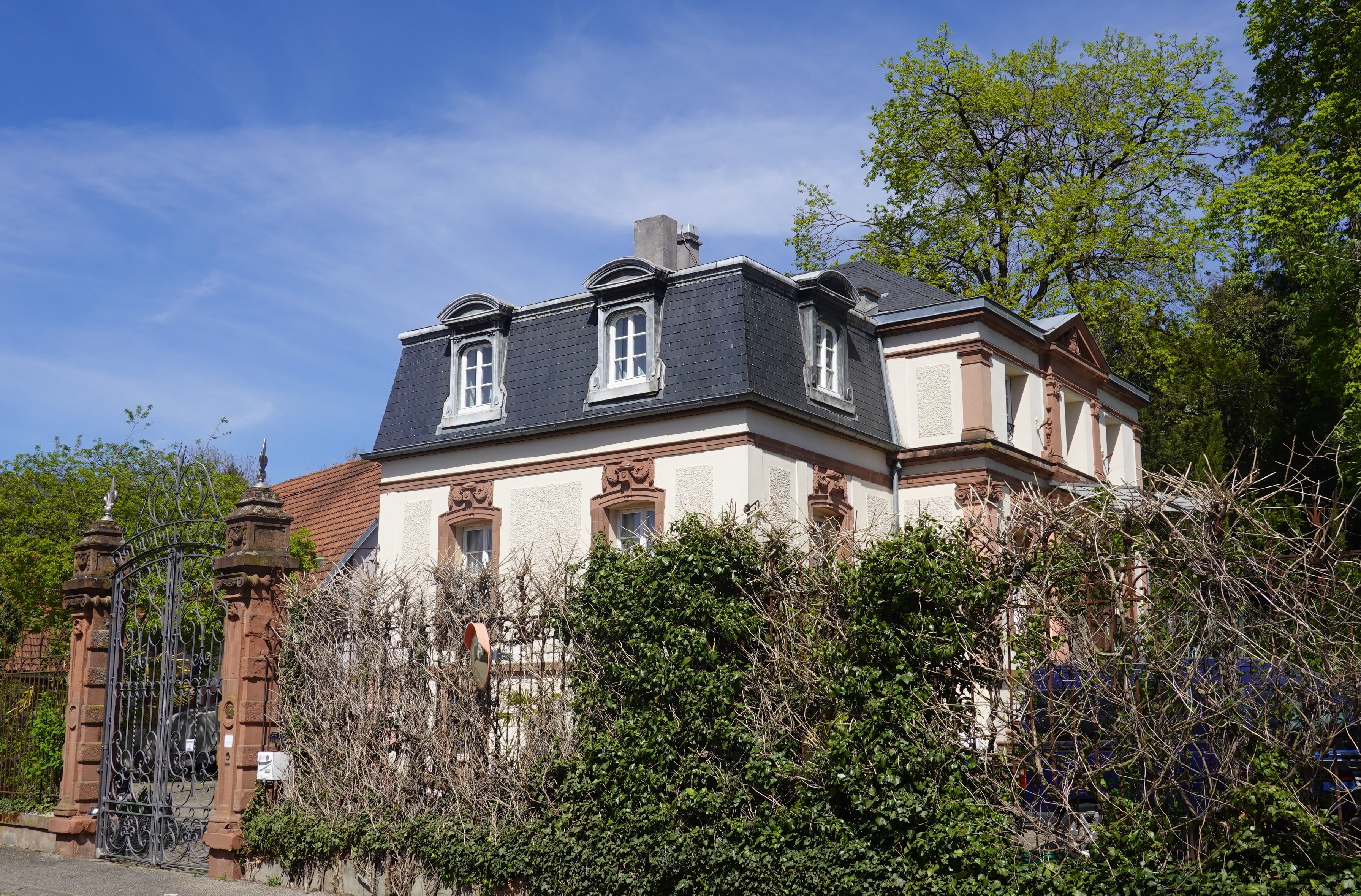
Villa Stichaner.
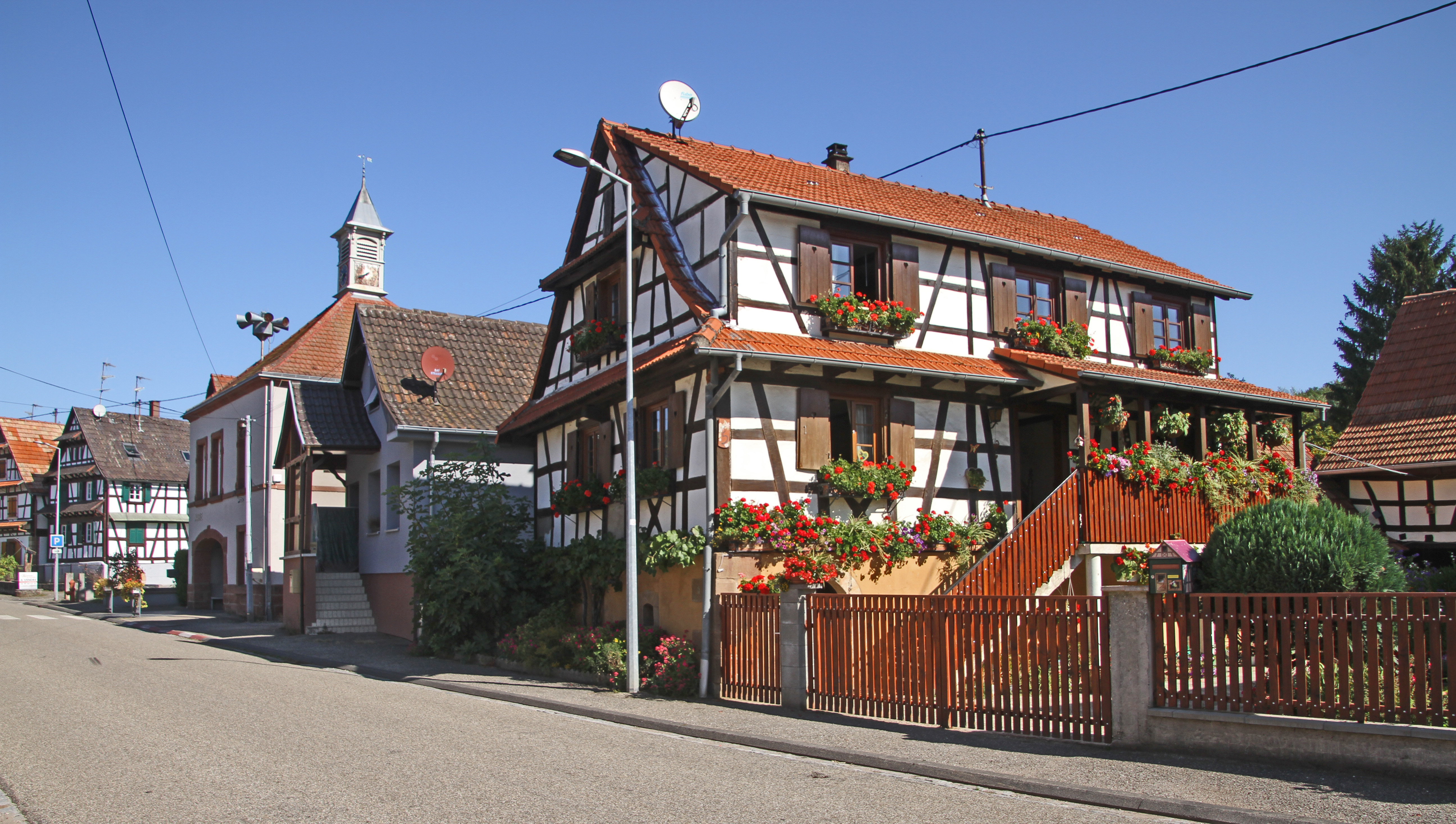
Rue principale.
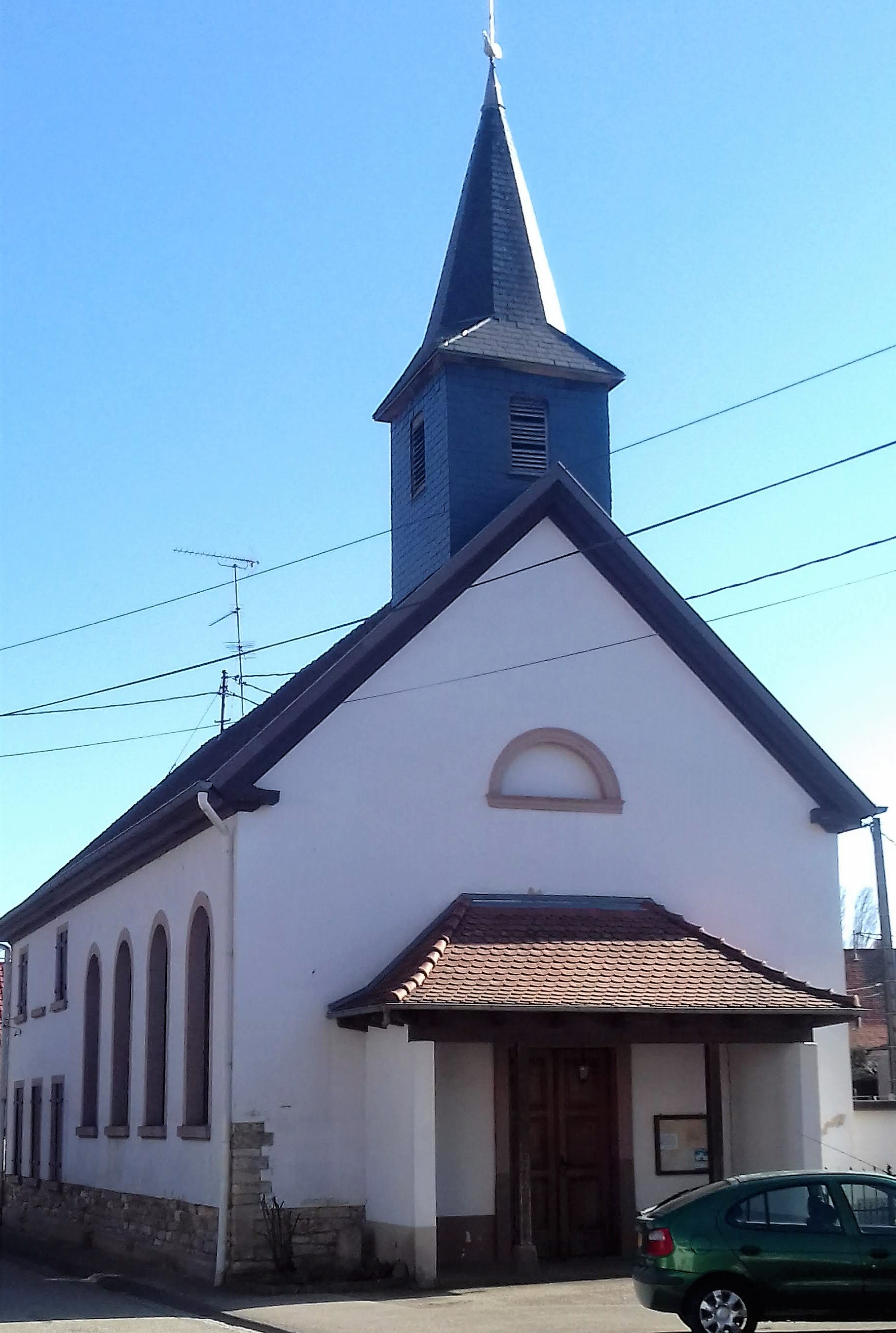
Église protestante.
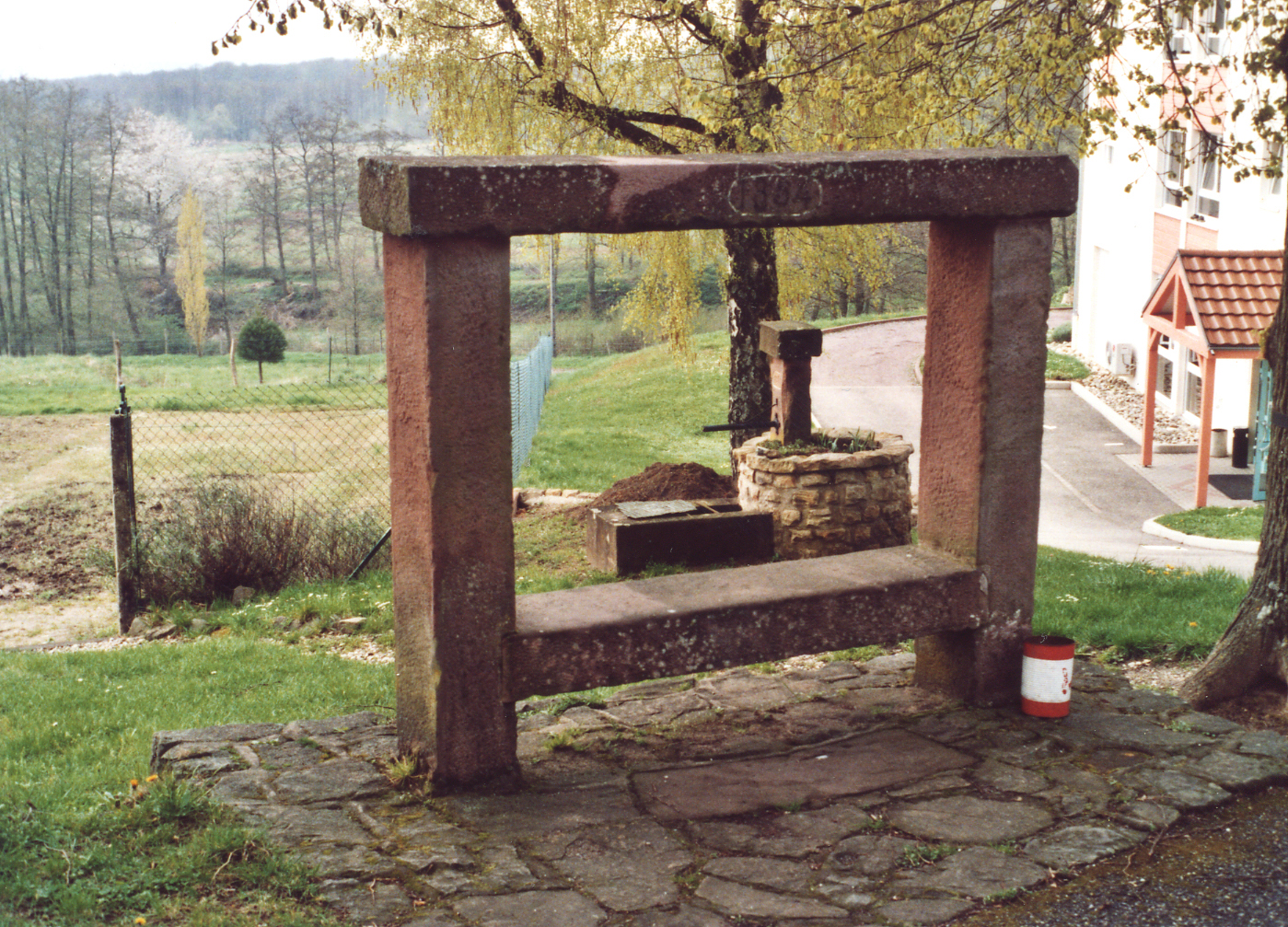
Banc reposoir.
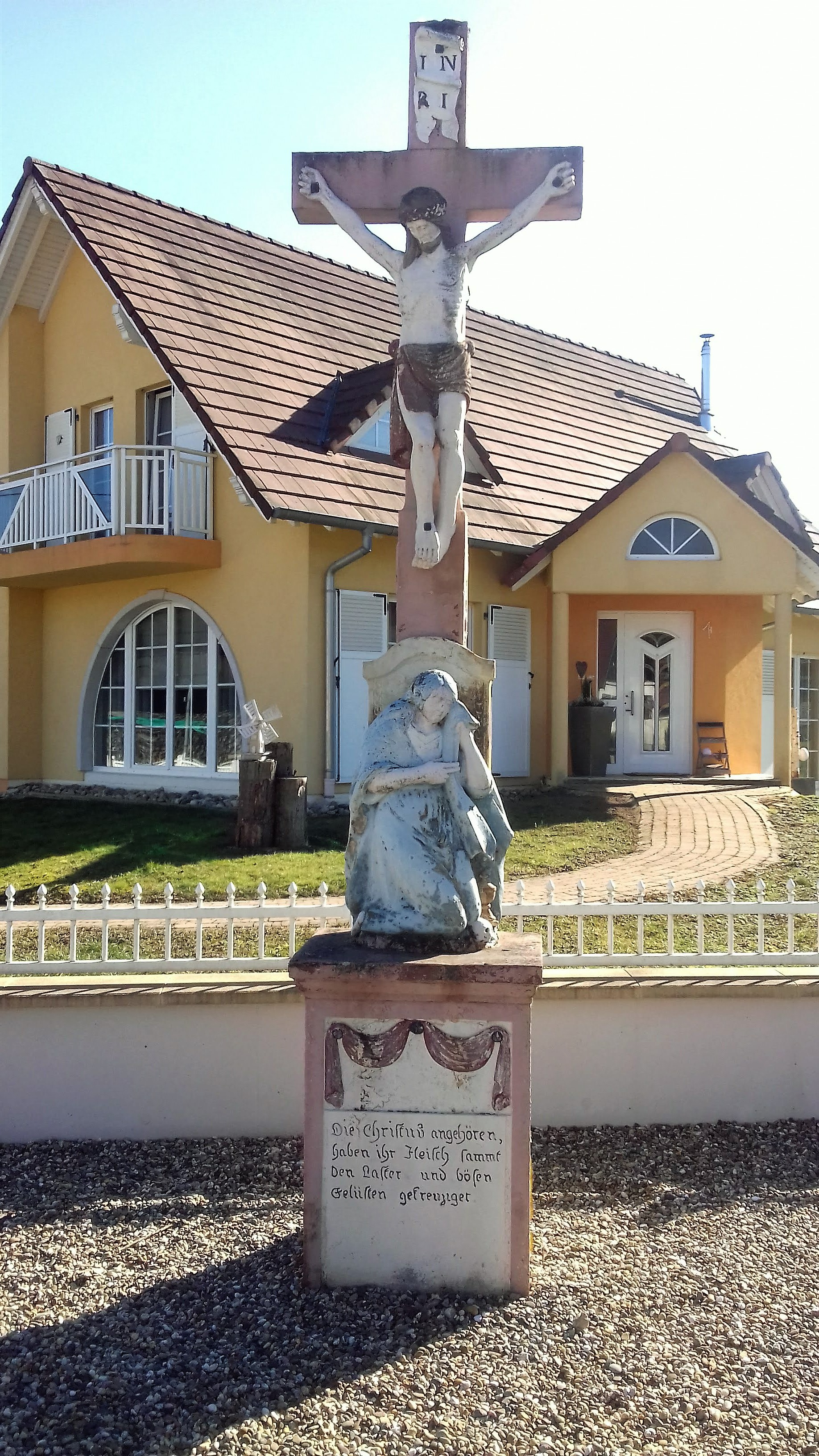
Calvaire.
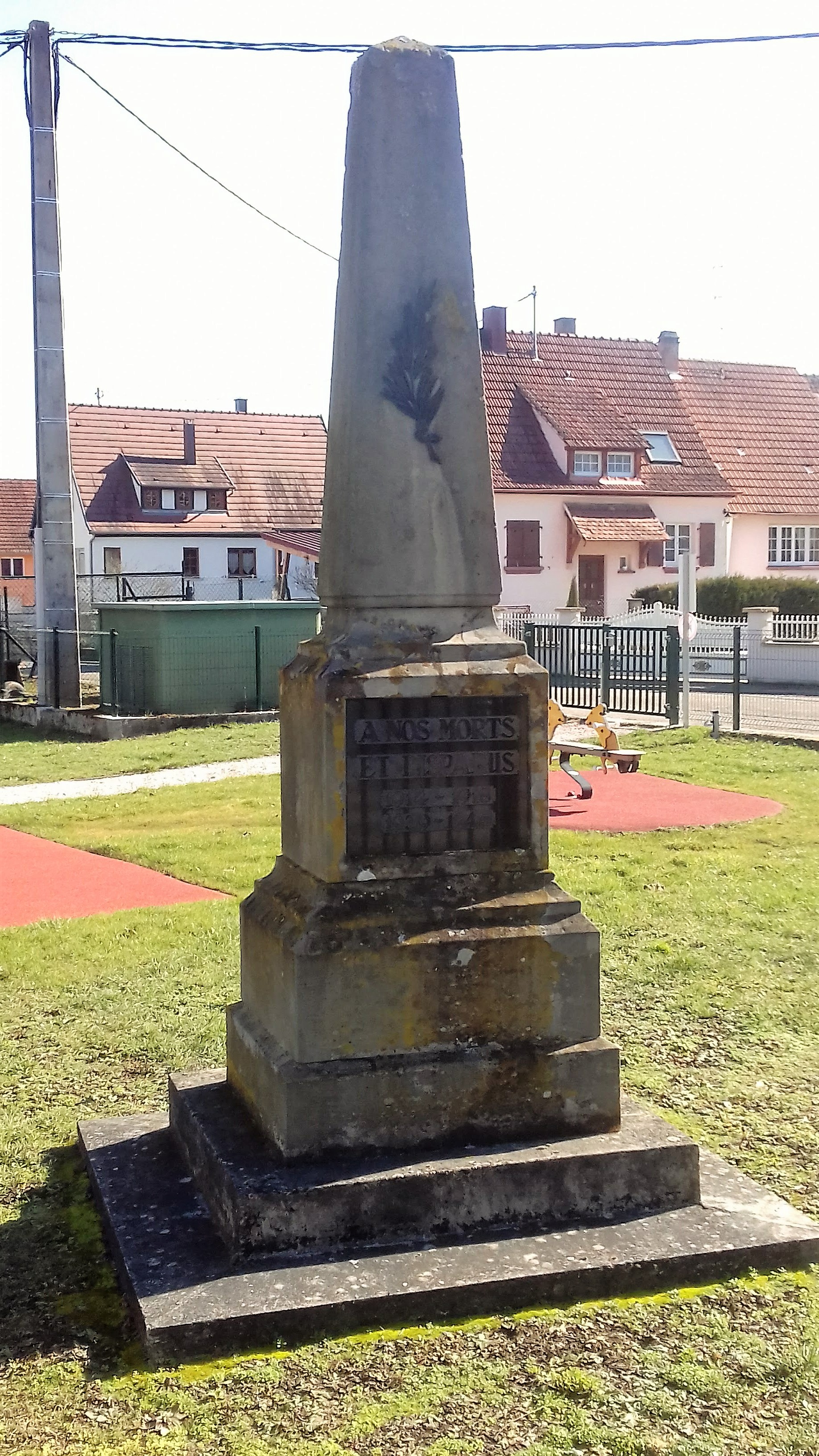
Monument aux morts.

- Une jolie maison à mansarde édifiée dans le style bourgeois français comprenait une ferme et une maison d'habitation agrémentée d'un joli jardin à la française dominé par un terrain planté de vigne et de fruitiers. Propriété des Dournay, elle abrita  Boussingault, directeur de la mine d'asphalte, ingénieur des mines et chercheur en chimie appliquée à l'agriculture ; il y fit édifier des serres pour expérimenter des cultures exotiques comme la tomate. Après l'annexion de 1871, la propriété fut achetée par le baron Stichaner[53] et agrandie par l'adjonction des terrains voisins, donnant lieu au « déménagement » de la maison d'habitation qui s'y trouvait.
- Le baron Stichaner fit construire une villa dans le style palladien et aménagea l'espace en jardin à la française pour sa partie basse et en jardin anglais pour le haut[54]. Une vigne prospérait sur le versant sud. Il subsiste dans ce parc, outre d'antiques tilleuls, un superbe gingko, de la même origine que ceux de la place de la République à Strasbourg. De l'autre côté de la rue, de vastes écuries et une grange abritaient chevaux et landaus. Après le retour à la France un restaurant célèbre pour son piano mécanique fit danser les gens du lieu et les bourgeois en goguette. En 1961 la propriété devint la propriété de la CFTC des cheminots grâce à l'initiative du leader syndical Théo Braun. Il fut question d'en faire un lieu de repos et de formation pour ses membres, mais les circonstances empêchèrent la réalisation du projet. Un groupe de familles strasbourgeoises en fit une résidence secondaire collective. La maison, dite « le Château »[55],[56] fut également un centre de formation et de réflexion pour les écologistes de la région puis un lieu de ressourcement pour personnes en difficultés. À la suite de décès, départs et défections, les activités périclitèrent et la maison vendue en 2012[57].
- Jardin botanique[58].
- Chapelle de Marienbronn. Un couvent de religieuses fondé à Marienbronn au XIIe siècle a été entièrement détruit à la Révolution[59]. La propriété de 16 ha achetée par l’«association diocésaine Santé et sobriété»  devient une « Maison de postcure » en 1959. L’établissement a été autorisé en 2010, par l’Agence régionale de santé d’Alsace, à poursuivre l’exercice en tant que Centre de soins de suite et de réadaptation en hospitalisation complète en assurant la prise en charge spécialisée des affections liées aux conduites addictives[60].
- Bancs-reposoir du Second Empire.
- Patrimoine rural recensé par le service régional de l'Inventaire général du patrimoine culturel[61]

Moulins,.

#### Patrimoine religieux
- Église paroissiale Saint-Wendelin[63],[64],[65].

Le mobilier de l'église paroissiale Saint-Wendelin.
Fonts baptismaux.
Statue de procession : Immaculée Conception.
Croix : Christ en croix
- Croix monumentale : Christ en croix[70].
- Temple, école[71],[72].

Il s'agit de l'église-école édifiée vers 1837 par la commune au bénéfice de la paroisse protestante, ce qui mit fin au simultaneum dans ce village et permit de scolariser les enfants protestants dans un lieu spécifique. La situation prit fin en 1975, par la décision de laïciser les écoles.
Le mobilier du temple, école.
Calice protestant.
- Calvaire : Christ en croix, sainte Madeleine[75].
- Monument aux morts. Conflits commémorés : guerres 1914-1918[76] - 1939-1945.

### Personnalités liées à la commune
- Au XVIIIe siècle, Jean-Chrétien Rosentritt propriétaire de la saline de Soultz-sous-Forêts exploite une mine de charbon pour le chauffage des eaux de la saline.
- Le pasteur luthérien Carl Maurer est né à Lobsann en 1874.
Jean-Baptiste Boussingaut (1802-1887), directeur de la mine d'asphalte et surtout botaniste, ingénieur des mines et grand voyageur, agronome renommé, habita la maison située en face de l'actuelle salle communale.
- Charles-Emile Matthis décède à Lobsann (Marienbronn) en 1893.
- Joseph von Stichaner (1838-1889) : Kreisdirektor de l'arrondissement de Wissembourg, fit construire à Lobsann une villa de style palladien et un parc d'agrément (cf. monuments remarquables)[77].
- Dominique Heintz (né en 1961), coach du champion de rallye-auto Sébastien Loeb, est originaire de Lobsann.
- Gérard et Annie Walter (1959) éleveurs de chiens beaucerons et de chevaux barbes d'Algérie, Jean-Claude Hoeffler producteur d'eaux de vie de qualité et Tony Kostowski, brasseur et créateur d'un spiritueux sont installés à Lobsann.
- Georges Jierry, Adjoint au maire (1971-1976), militaire. Chevalier de la Légion d'honneur.

### Héraldique
| Blason de Lobsann | Blason  | Écartelé : au premier et au quatrième de sinople aux trois fasces d'argent, au deuxième et au troisième d'or au sautoir de sable. |
| Blason de Lobsann | Détails | Les armes de Lobsann rendent compte de l'appartenance à deux seigneuries les Fleckenstein et les Hanau-Lichtenberg la rivière sépare les possessions sous l'Ancien régime. La rive droite est aux Hanau, la rive gauche aux Fleckenstein. |

## Pour approfondir